# Condado de Ostrowiec
Condado de Ostrowiec (em polonês: powiat ostrowiecki) é um powiat (condado) da Polônia, na voivodia de Santa Cruz. A sede do condado é a cidade de Ostrowiec Świętokrzyski. Estende-se por uma área de 616,33 km², com 116 179 habitantes, segundo o censo de 2006, com uma densidade de 188,50 hab/km².

## Divisões admistrativas
O condado possui:
Comuna urbana: Ostrowiec Świętokrzyski
Comunas urbana-rurais: Ćmielów, Kunów
Comunas rurais: Bałtów, Bodzechów, Waśniów
Cidades: Ostrowiec Świętokrzyski, Ćmielów, Kunów

## Demografia
População (dados de 30 de Junho de 2006):
|          | Total   | Total | Mulheres | Mulheres | Homens  | Homens |
| -------- | ------- | ----- | -------- | -------- | ------- | ------ |
|          | pessoas | %     | pessoas  | %        | pessoas | %      |
| Total    | 116 179 | 100   | 60 566   | 52,1     | 55 613  | 47,9   |
| Cidades  | 80 556  | 100   | 42 267   | 52,9     | 37 969  | 47,1   |
| Povoados | 35 943  | 100   | 18 299   | 50,9     | 17 644  | 49,1   |